# Cryptaspasma caryothicta
Cryptaspasma caryothicta es una especie de polilla del género Cryptaspasma, categorizada en la tribu Microcorsini, de la subfamilia Olethreutinae.

## Distribución
Se distribuye por Kenia.

## Taxonomía
Fue descrita por Meyrick en 1920 y publicada en (Argyroploce), Voyage de Ch. Alluaud et R. Jeannel en Afrique OrientaleI I Microlepidoptera: 65.